# Susan Cooper
Susan Cooper, nata Susan Mary Cooper (Burnham, 23 maggio 1935), è una scrittrice inglese naturalizzata statunitense.

## Biografia
Nata nel 1935 a Burnham, nel Buckinghamshire (Inghilterra), Susan Cooper è vissuta nel Buckinghamshire fino a 21 anni, quando i suoi genitori si sono trasferiti a Aberdovey, il villaggio di sua nonna in Galles. Ha frequentato la Slough High School per poi laurearsi in letteratura inglese all'università di Oxford. Dopo la laurea, ha lavorato come reporter per il Sunday Times di Londra sotto Ian Fleming; scriveva libri nel tempo libero. In quel periodo ha iniziato la serie Il risveglio delle tenebre e finito il suo primo libro, il romanzo di fantascienza Mandrake.
Nel 1963 si è trasferita negli Stati Uniti per sposare un professore del MIT di Boston. Da allora ha dedicato tutto il suo tempo alla scrittura, concentrandosi sulla serie de Il risveglio delle tenebre e Dawn of Fear, del 1970, ispirato alla sua esperienza della guerra durante l'infanzia; la sua produzione comprende opere fantasy sia per bambini che per adulti, una serie di libri di immagini, copioni per film e sceneggiature per il teatro. Nel luglio del 1996 Cooper ha sposato Hume Cronyn, un attore canadese a volte suo coautore, vedovo della defunta Jessica Tandy. I due sono rimasti sposati fino alla morte di Cronyn nel giugno 2003.
È conosciuta soprattutto per la saga fantasy ambientata in Inghilterra e Galles Il risveglio delle tenebre, composta da 5 volumi e vincitrice di numerosi premi. Il libro si rifà alla mitologia tradizionale inglese (il ciclo di re Artù ed elementi folcloristici), con aggiunte dell'autrice (per esempio “gli Antichi”). Ha scritto opere per bambini, adolescenti e adulti; è anche membro della National Children's Book and Literacy Alliance, un'organizzazione no-profit degli Stati Uniti che favorisce la lettura, la letteratura e le biblioteche.

## Opere

### SerieIl risveglio delle tenebre
- Over Sea, Under Stone (1965) - Sopra il mare sotto la terra
- The dark is rising(1973) - Uno spicchio di tenebra
- Greenwitch (1974) - Stregaverde
- The grey king (1975) - Il re grigio
- Silver on the tree - L’albero d’argento

### Altri romanzi
- Mandrake (1964)
- Dawn of Fear (1970)
- Seaward (1983)
- The boggart (1993) - Il dispettosangolo
- King of shadows (1998)
- Green boy (2002)
- Victory (giugno 2006), la storia di Samuel Robbins, un ragazzo che ha prestato servizio nella HMS Victory durante la battaglia di Trafalgar

### Libri illustrati per bambini
- Jethro and the Jumbie (1979)
- The Silver Cow (1983)
- The Selkie Girl (1986)
- Matthew's Dragon (1991)
- Tam Lin (1991)
- Danny and the Kings (1993)
- Frog (2002)
- The Magician's Boy (February 2005)
- The Shortest Day (2019), illustrato da Carson Ellis

La Cooper ha anche scritto per il teatro e per la televisione.

## Premi e riconoscimenti
- Citazione al 'Newbery Honor', Uno spicchio di tenebra (1974).
- Medaglia Newbery, Il re grigio (1976)
- Premio Tir na n-Og, Il re grigio (1976)
- Premio Tir na n-Og, L'albero d'argento (1978)
- Premio letterario Janusz Korczak dell'associazione B'nai B'rith per Seward (1989)
- Premio alla carriera (Life Achievement Award) World Fantasy Award in condivisione con Tanith Lee (2013)